# Paranapiacaba v-nigrum
Paranapiacaba v-nigrum là một loài bọ cánh cứng trong họ Chrysomelidae. Loài này được Jacoby miêu tả khoa học năm 1887.